# 府中三人眾
府中三人眾（日语：／ Fuchūsaninshū）是指日本戰國時代織田政權的柴田勝家旗下三名在越前府中（現福井縣越前市）的與力，分別是不破光治、佐佐成政和前田利家。

## 概要

### 三人眾由來
天正元年（1573年）8月，織田信長進攻越前將朝倉義景消滅，並且安排投降的朝倉氏前家臣前波吉繼在一乘谷城管治越前，又讓同為降將的富田長繁在府中處理政務。然而，兩人卻互相攻擊，最終在天正2年（1574年）1月長繁消滅吉繼勢力，統領越前。不過，長繁後來在與曾經被其煽動的一向一揆關係惡化，最終長繁戰死，越前亦成為像加賀國一樣由百姓佔有的國，是為越前一向一揆。
天正3年（1575年）8月，信長率兵消滅越前的一揆勢力，並且將越前八郡全數交給柴田勝家於北之庄城管理。此時，不破光治、佐佐成政和前田利家獲賜予府中附近的兩郡，成為勝家的目付。自此，三人便統稱為「府中三人眾」。
然而，按照《信長公記》記載，獲賜予兩郡的是光治之子不破直光，而按照信長發出的《越前國掟書》顯示，獲任命為勝家目付的是光治。加上三人眾在兩郡內的政務文書中，直光的名字也與成政和利家有關連，因此谷口克廣認為不破氏父子是同時參加三人眾。

### 知行和任務
三人眾中，光治、成政和利家分別以龍門寺城、小丸城和府中城為居城，最初未有明確劃分三人各自的領地，而是將總計約10萬石的知行以相給的形式賞賜給三人。從越前兩郡的活動和文書等可以得知，大多數均有三人眾署名。然而在天正4年（1576年）5月至7月期間，織田氏明確劃分三人眾的領地，利家管有丹生郡大井村、今立郡真柄村、南條郡杣山、宅良谷和河野浦等等、成政管有丹生郡織田平等村、今立郡大瀧村、岩本村和南條郡湯尾等等，而光治則不明，三人亦同時成為與力，三人連署的情況亦不復見。
三人眾最初的任務在信長發出的《越前国掟書》中有明確記載，就是擔任獲得越前大部分地區的柴田勝家的目付。不過，三人眾在後來的加賀一向一揆以及與上杉謙信交戰後，作為勝家的與力開始變得強勢。儘管如此，三人眾亦非固定由勝家指揮，在天正6年（1578年）爆發的有岡城之戰中，為了討伐謀反的荒木村重，三人亦奉命暫時離開勝家，並且前往有岡城。

### 三人眾的終結
隨著成政在天正8年（1580年）協助神保長住平定越中，翌年獲賞賜越中一半的領地，後來長住失勢，成政最終領有越中一國。利家則平定加賀和能登，在天正9年（1581年）獲賞賜能登一國。另外，光治在天正8年（1580年）死去。自此，以府中三人眾為名的活動實質上已經結束。

## 外部連結
- 府中三人衆 （页面存档备份，存于）　越前市ウェブサイト